# Хартман, Франц Ксавер фон
Франц Кса́вер фон Ха́ртман (нем. Franz Xaver, Ritter von Hartmann; 1737—1791) — австрийский врач и ботаник.

## Биография
Франц Ксавер Хартман родился в деревне Праунсдорф в Силезии (ныне — Брантице, Моравско-силезский регион, Чехия). Учился в Троппау (Опава), затем — в Ольмюцском лицее в и Венском университете. В 1766 году под руководством Иоганна Непомука фон Кранца получил степень доктора медицины. Его диссертация представляла собой пособие по ботанике под названием Primae lineae institutionum botanicarum, в 1767 году расширенное и отдельно изданное. В 1768—1769 учился в Падуанском университете у Джованни Баттисты Морганьи, выдающегося итальянского анатома, затем вернулся в Вену.
С 1771 года Хартман работал врачом в Линце. Там он женился на вдове Иоганна Штефана Кредля, Марии Йозефе Кларе. Впоследствии Хартман оставил изучение ботаники и работал исключительно на врачебном поприще.
В 1785 году император Иосиф II присвоил Францу Ксаверу титул рыцаря фон Хартман.
2 мая 1791 года Франц Ксавер фон Хартман скончался.

## Некоторые научные работы
- Hartmann, F.X. Primae lineae institutionum botanicarum. — Vindobonae, 1766. — 60 p.
- Hartmann, F.X. Formulae remediorum in materiam medicam et chirurgicam. — Lipsiae, 1771. — 472 p.